# ファーストビジョン
ファーストビジョンは、かつて存在した日本のアダルトビデオメーカー。

## 概説
1995年にロイヤルアート社より独立。
社長は、ゆらたくぞうという監督名で主に逆拷問シリーズを普及させ、アダルトビデオに新しいジャンルを確立。逆拷問とは、男性が女性にいじめられる、新手のSM行為。